# Люди Икс
Люди Икс (англ. X-Men) — команда супергероев-мутантов из комиксов издательства «Marvel Comics», созданная Стэном Ли и Джеком Кёрби. Впервые Люди Икс появились в 1-м номере комикса «The X-Men», вышедшего в сентябре 1963 года. Некоторые члены команды дебютировали до этого в других комиксах. Люди Икс являются главными героями коммерчески успешной серии кинофильмов, нескольких мультипликационных сериалов и ряда компьютерных игр.

## Вымышленная история

### Название
Название команды вытекает из того факта, что все мутанты обладают геном «Фактор Икс», вызывающим мутацию. Данное название придумал сосоздатель Стэн Ли после того, как издатель Marvel Мартин Гудмен отверг изначальное название «Мутанты». Также существует версия, что Люди Икс названы в честь профессора Ксавьер (Xavier). В Uncanny X-Men #309 Ксавьер заявил, что название «Люди Икс» никогда не задумывалось как самовосхваление.

### 1960-е

The X-Men #1 (сентябрь 1963 года).

Первая команда Людей Икс состояла из Циклопа, Джин Грей, Зверя, Ангела и Ледяного Человека. В первом выпуске они сразились с Магнето, который впоследствии создаст своё Братство Мутантов, состоящее из Ртути, Алой Ведьмы, Жабы и Повелителя Разума. Позже к команде Людей Икс присоединились брат Циклопа Хэйвок и дочь Магнето Полярис.

### 1970-е

Giant-Size X-Men #1 (май 1975).

В первом выпуске «Giant-Size X-Men» (1975), писатель Лен Уэйн и художник Дейв Кокрум представили новую команду, которая появилась в новых выпусках «X-Men», начиная с #94. Эта группа уже состояла не из подростков, а из взрослых, принадлежавших к разным нациям и культурам. Эти «абсолютно новые, абсолютно разные Люди Икс» возглавлялись Циклопом из оригинальной команды и состояли из только что созданных Буревестника, Колосса, Ночного Змея и Шторм, вместе с тремя ранее представленными персонажами Солнечным огнём, Банши и Росомахой. Новая Джин Грей снова присоединилась к Людям-Икс как популярная Феникс; Хэйвок, Полярис, Зверь и Ангел также периодически появлялись.
Эта новая серия была написана Крисом Клэрмонтом и иллюстрирована Дейвом Кокрумом и Джоном Бёрном. В неё вошли «Сага о Протее», «Сага о Тёмном Фениксе», а в 1980-х — «Дни минувшего будущего». Другие персонажи, представленные тогда, включали Мистик, Множителя, Клуб Адского Огня и Мойру МакТаггерт вместе с её научно-исследовательским помещением на острове Мюр.

### 1980-е
В 1980-е годы растущая популярность «Uncanny X-Men» привела к представлению нескольких побочных продуктов под прозвищем «Икс-Книги», как например: «New Mutants», «X-Factor», «Excalibur» и «Wolverine». Это привело к расцвету пересечений — историй, затрагивавших несколько Икс-Книг, например «Падение Мутантов» и «Ад».
Новые члены Людей-Икс включали в себя Призрачную Кошку, Шельму, Рейчел Саммерс, Ослепительная, Псайлок, Острельщика и Кузнеца. Профессор Икс перебрался в космос в 1986 году, чтобы быть с своей любимой Величественной Лиландрой из Ши’арской Империи, сделав Магнето одним из Людей-Икс и директором Новых Мутантов. Этот период включал прибытие загадочной Мадлен Прайер и новых злодеев: Мистера Злыденя, Саблезубого и Апокалипсиса.

### 1990-е
В 1991-м году издательство Marvel Comics объединило персонажей всех выпусков про Людей Икс. Команда мутантов была разделена на две части и фигурировала в двух сериях соответственно: «Синяя Команда» Циклопа (X-Men vol. 2) и «Золотая Команда» Грозы (Uncanny X-Men).
Первые выпуски были написаны автором Крисом Клэрмонтом и художником-соавтором Джимом Ли. Люди Икс Джима Ли стали определяющими для 1990-х и его дизайны были основой для мультсериала «Люди Икс». Появилось ещё больше Икс-Книг. Новой Икс-Книгой стала «X-Force», где персонажей из «New Mutants» возглавлял Кабель. Значительными историями того времени были «Дело об Иксчезновении» в 1990-м, «Сага об Острове Мюр» (1991), «Песня Икс-Палача» (1992), «Смертельные Влечения» (1993), «Союз против Фаланги» (1994), «Поиск Легиона»/«Век Апокалипсиса» (1995), «Натиск» (1996) и «Операция: Нулевая Терпимость» (1997). Были введены и стали постоянными героями несколько новых персонажей (Кабель, Джубили и Гамбит), но многие из более поздних новобранцев приходили и уходили (Сесилия Рейес, Личинка, Костный мозг, Джозеф, Буревестник III). Мутанты Ксавьера выросли и стали Силой Икс, а новое поколение учеников появилось в «Generation X», где Джубили и других мутантов-подростков возглавляли и обучали Банши и бывшая злодейка Эмма Фрост в Массачусетской Академии Эммы. В 1998-м «Excalibur» и «X-Factor» закончились и «X-Factor» был заменён на «Mutant X», о приключениях Хавока в параллельном мире. Marvel выпустило несколько индивидуальных серий, включая «Cable», «X-Man», «Gambit», «Bishop» и «Deadpool».

### 2000-е
В 2000-х Крис Клейрмонт вернулся в Marvel и был назначен автором основных изданий Людей Икс для написания сезона «Революция». В начале 2001-го он был снят со своего поста и создал собственную побочную серию «X-Treme X-Men», дебютировавшую через несколько месяцев после его ухода.
Заголовок «X-Men» был изменён на «New X-Men» и её новым автором стал Грант Моррисон. Это время часто называют эрой Моррисона из-за радикальных изменений, сделанных им в серии. Яркие костюмы из спандекса также были убраны и заменены чёрной кожаной одеждой. Моррисон также ввёл нового персонажа, Ксорна, заметно фигурировавшего при завершении работы автора. Тем временем была выпущена серия «Ultimate X-Men», действие которой происходит в альтернативной, осовремененной вселенной Marvel. Чак Остин также начал свою спорную работу над «Uncanny X-Men».
Заметными дополнениями к Людям Икс были персонажи Калибан, Палата, Эмма Фрост, Хэпзиба, Шелуха, Полярная звезда, Омега Страж, Мудрая и Ворпас. Также в этом десятилетии некоторые бывшие злодеи становились Людьми Икс, например, Джаггернаут, Леди Повелительница разума, Мистик и Саблезубый. Начались несколько побочных и серий об отдельных Людях Икс, таких как «Эмма Фрост», «Гамбит», «Мистика», «Ночной Змей» и «Шельма». Другой комикс «Exiles» начался примерно тогда же и завершился в декабре 2007-го, но сюжетная линия продолжилась в «New Exiles» в январе 2008-го за авторством Криса Клейрмонта. Серии Кабеля и Дэдпула были также объединены в одну под названием «Cable & Deadpool». Кроме того, была введена третья ключевая серия Людей Икс: «Astonishing X-Men» под авторством создателя телесериала «Баффи» Джосса Уэдона, последовавшая за уходом Моррисона. Ещё одна серия Людей Икс: «New X-Men: Academy X» заняла её место, сосредоточившись на жизнях новых мутантов в Институте.
На этот период приходятся воскрешения Колосса и Псайлок, (временная) смерть Джин Грей и начало отношений Циклопа и Эммы Фрост, ставших новыми главами Института. Институт ранее действовал как школа большого уровня, до того как большинство мутантского населения потеряло силы. Теперь он служит убежищем для мутантов, ещё сохранивших силы, и домом для Людей Икс.
В октябре 2007-го начался «Комплекс мессии», как считают редакторы Marvel, один из самых поворотных моментов в 40-летней истории Людей Икс. С вытеканием из него новых серий Cable, X-Force и Young X-Men, некоторые старые были отменены, такие как New X-Men. X-Men также была переименована в X-Men: Legacy. Нынешняя команда после «Комплекса» будет распущена, но сформировалась вновь в Uncanny X-Men #500.
Заметными историями этого десятилетия были «Канун Уничтожения», «И — это Истребление», «Планета Икс», «Одарённые», «Люди Икс: Феникс — последняя песнь», «День М», «Опустошение», «Смертельное происхождение», «Вымирающий вид» и «Комплекс мессии».

## Герои со всего мира
Основная статья: Список членов Людей Икс
Начиная с #1 (1975) Люди Икс стали известны своим широким культурным и этническим разнообразием. Задолго до того, как интернациональные герои стали популярны в мире комиксов, в «Людях Икс» появились герои и злодеи со всех уголков земного шара:
Африка:
- Алжир (М)
- Египет (Апокалипсис)
- Кения (Шторм)
- Масаи (Кидого)
- Марокко (Реактивный Поток)
- Южная Африка (Мэггот)

Северная и Южная Америка:
- Апачи (Буревестник I, Ворпас)
- Шайенны (Кузнец)
- Аляска (Циклоп)
- Бразилия (Солнечное пятно)
- Канада (Саблезубый, Росомаха, Отряд Альфа, Квебеканец, Северная Звезда, Аврора)
- американские китайцы (Джубили)
- американские японцы (Хисако Ичики)
- американские евреи (Призрачная кошка, Ледяной человек)
- американские мексиканцы (Дикарка, Колючка, Привидение, Кожан)
- Мексика (Риктор)
- Миссисипи (Роуг)
- Пуэрто-Рико (Сесилия Рейес, Признак)
- Венесуэла (Ветряная Танцовщица)
- Креолы (Гамбит)

Азия:
- Афганистан (Пыль, Мудрая)
- Китай (Ксорн I и II)
- Индия (Индра, Буревестник III)
- Израиль (Сабра)
- Япония (Серебряный Самурай, Волна, Юкио, Марико Яшида, Солнечный Огонь)
- Таиланд (Камнетес, Тигр)
- Вьетнам (Карма)

Европа:
- Австрия (Мистик и Судьба)
- Англия (Джэйми Брэддок, Псайлок/Возмездие, Пит Висдом, Жаба, Злыдень)
- Франция (Фантомекс, Таро)
- Германия (Магнето, Ночной Змей, Аппачо)
- Греция (Обвал)
- Ирландия (Банши, Чёрный Том, Сирена)
- Нидерланды (Клюв)
- Россия (Колосс, Михаил Распутин, Ульяна Распутина / Мэджик, Красный Омега, Алексей Важин, Тёмная Звезда, Авангард, Большая Медведица)
- Шотландия (Волчица, Мойра Мактаггерт)

Океания:
- Австралия (Бишоп, Пиро, Поток Воздуха, Спасательница)
- Гавайи (Лоа)
- Острова Самоа (Мондо)

## Мир Людей Икс
Люди Икс существуют во вселенной «Marvel» с другими персонажами серий «Marvel Comics», часто встречаясь с персонажами из других серий. Люди Икс сражаются со всеми, от мутантов-преступников до галактических угроз, и часто изображаются как семья. Их база — Особняк Икс имеет три этажа и два подземных уровня. Для внешнего мира он был институтом высшего образования вплоть до 2000-х, когда Ксавьер был разоблачён как мутант. Тогда же Ксавьер основал корпорацию, нацеленную на обнаружение мутантов по всему миру, прекратившую своё существование после Опустошения (Decimation).
Огромную помощь Людям-Икс оказывают новейшие технологии. Например, Ксавьер находит мутантов с помощью устройства под названием Церебро, Люди Икс тренируются в Комнате Страха, полной оружия и механических ловушек, а также генерирующей голографические модели, и путешествуют на своём самолёте «Чёрный Дрозд».
Сейчас, Люди Икс живут в государстве мутантов Кракоа.

## Вымышленные местности
Люди Икс ввели понятие о нескольких вымышленных местах, разбросанных в пределах всего мира:
- Геноша — африканский остров недалеко от Мадагаскара, на котором долго существовал режим, использовавший мутантов в качестве рабов. Магнето получил контроль над ним от ООН вплоть до истории «И — это Истребление».
- Мадрипур — остров в Южной Азии, неподалёку от Сингапура.
- Остров Мюр — остров, не сильно удаленный от побережья Шотландии. Известен как местоположение лаборатории профессора Мойры Мактаггерт.
- Дикая Земля — долина укрытая вечным туманом, созданная с неизвестной целью в Антарктике, дом для многих вымерших в остальном мире видов, в частности, динозавров.
- Астероид-М — созданный Магнето астероид, мутантская утопия и тренировочное помещение над поверхностью Земли.
- Ось Времён — место, воплощающее бесконечное время. Были убежищем Апокалипсиса и Мистера Зловещего, когда те хотели изменить мир.
- Республика Карнелия — небольшое государство, расположенное в Закарпатье, с населением 3 млн. человек. В реальном мире эта территория принадлежит государству Украине. В мире комиксов в 1920 году Карнелия обрела статус субъекта СССР, а в 1991 году стала самостоятельным государством. Политический режим парламентарно-демократический. Распространённые языки в стране: русский, украинский и английский. Столица – город Перше Місто. Обладает ресурсами: газом, углём, железной рудой, медью, никелем, золотом, серебром, свинцом. Также торгует машинами и электроникой.[1]
- Кракоа — живой остров-мутант, ставший территорией для одноимённого государства мутантов. Имеет свои части как в Тихом, так и в Атлантическом океанах вследствие своих способностей к манипуляциям с пространством. Существует и другой живой остров мутант по имени Аррако. Очень давно оба этих острова были единым целым, островом – Оккара. Оккара также был домом мутантов Земли, лидерами которых были Апокалипсис и его жена Генезис. Остров Оккара был атакован тёмными существами из измерения Амнет, Используя Сумеречныё меч они открыли разлом в своё измерения, из которого и повели свои силы. Разлом разбил остров на две части, одной из которых стал Кракоа.[2]

### Альтернативные вселенные
- Дни минувшего будущего[англ.] — реальность, в которой Стражи держат мутантов в концлагерях. Предотвращена путешествием во времени.
- Век Апокалипсиса[англ.] — вселенная, в которой Профессор Ксавьер был убит, прежде чем смог сформировать Людей-Икс, Магнето основывает их вместо него в кошмарном мире, управляемом Апокалипсисом. Создана и возвращена обратно путешествиями во времени.
- День-М — реальность, созданная Алой Ведьмой, в которой Магнето правит миром. Перекрёстное событие 2005-го, завершилось возвращением нормальной вселенной «Marvel», но повлекло за собой лишение способностей у большинства мутантов.
- Ultimate Marvel — параллельная оригинальной вселенной «Marvel» реальность, в которой также существует своя команда Людей-Икс. В ней мутанты – не результаты странного витка эволюции, который подстроили Целестиалы, а результаты испытания правительственной программы США по созданию супер-людей. Мутантом-0 считается Росомаха, или же Оружие Икс. В ней почти все Люди-Икс (включая Профессора Икс) были убиты Магнето, который, в свою очередь был убит Циклопом, которого после этого убил Ртуть.
- Люди Икс: Конец[англ.] — возможный итог статуса-кво Людей Икс на 2005-й год.
- Marvel 1602[англ.] — реальность, в которой проявление Икс-гена произошло на 3 века раньше. Мутанты известны как «Ведьмина Порода».
- Marvel Noir — вселенная, где проявление Икс-гена приходится на первую половину XX века. Сюжетные линии в данной версии оформлены как классические нуар-детективы.
- Marvel 2099 — мир, в котором новые персонажи, смотрящие на первоначальных Людей Икс как на историю, становятся Людьми Икс 2099 и Икс-Нацией 2099.
- Marvel-Зомби — мир, в котором большинство героев «Marvel», включая Людей Икс, превратились в зомби.
- Amalgam Comics — Люди Икс были объединены с Лигой Справедливости Америки, что создало Лигу Справедливости Людей Икс и Икс-Лигу.

## Отражение острых социальных проблем
«Людей-Икс ненавидит, боится и презирает и презирают человечество ни по какой другой причине, а только потому что они являются мутантами. Так что мы имеем здесь, преднамеренно или нет, книгу о расизме, нетерпимости и предрассудках»
Конфликт между мутантами и обычными людьми часто сравнивают с теми проблемами, которые испытывают на себе различные меньшинства, будь то чернокожие, евреи, инвалиды, гомосексуалы или коммунисты.
- Расизм: Профессора Икс сравнивают с лидером борьбы за права американских негров Мартином Лютером Кингом-младшим, а Магнето — с более радикальным Малькольмом Икс. Целью Людей Икс часто называют достижение «мечты Ксавьера», возможно, по аналогии с исторической речью Кинга «У меня есть мечта». Магнето в первом фильме цитирует речь Малькольма X с линией «Любой ценой». В комиксах «Люди Икс» мутантов часто изображают как жертв толпы, подобно картинам линчевания негров до прихода Движения за права американских негров. Стражи и мутантоненавистнические группы вроде Друзей Человечества, Последней Линии Человечества, Церкви Человечества и Страйкеровских Очистителей часто воплощают угнетающие силы, вроде Ку-клукс-клана, придавая форму отрицанию гражданских прав и свобод. В 1980-х в комиксах фигурировал сюжет с вымышленной островной нацией Дженоши, где мутантов отделяло и порабощало апартеидное государство. Это широко понимается как отсылка к тогдашней ситуации в Южной Африке.

Также в комиксах исследуется религиозный фундаментализм через личность Уильяма Страйкера и его Очистителей, антимутантской группы, появившейся в графической новелле 1982 года «Бог любит, Человек убивает». Очистители верят, что мутанты не человеческие существа, а дети дьявола, и пытались истребить их несколько раз, наиболее недавно в истории «Конец детства». В противоположность этому, религия также центр жизней нескольких Людей Икс, в частности, Ночного Змея, верующего католика, и Сурайи Кадир, верующей мусульманки-суннитки. Это отражает религиозные корни социальных активистов, вроде Махатмы Ганди и Мартина Лютера Кинга, также как и их противников, вроде Ку-Клукс-Клана или Нахтурама Годзи — убийцы Ганди и индуистского экстремиста.
- Многокультурность: Персонажи «Людей Икс» воплощают разные национальности и народности. Эти персонажи также отражают религиозные или этнические меньшинства. Примеры персонажей-евреев включают Призрачную Кошку, Человека-Льда и Магнето, Пыль — верующая мусульманка, Ночной Змей — истовый католик, Росомаха и Колосс атеисты, а Буревестник III исповедует индуизм. Карма изображалась как верующая католичка, регулярно посещавшая мессу и исповедовавшаяся, когда она была представлена как участник-основатель Новых Мутантов. В эту команду также входили Волчица (верующая пресвитерианка), Даниелль Мунстар (шейенка) и Пушечное Ядро (баптист), а позже к ним присоединилась Магма (последовательница классического греко-римского политеизма).
- Гомофобия: Хотя до 1989 года любые упоминания о гомосексуальности в комиксах были запрещены[4], попытки внести эти проблемы гомосексуалов в повествование ранее 1989 года приняли форму тонких намёков и скрытого подтекста[5]. В 1980-х, во время владении компании Marvel Джимом Шутером, была принята политика «Нет геев во вселенной Marvel»[6] и политика Marvel в 1990-х годах, о том, что все серии комиксов с персонажами-геями должны нести ярлык «только для взрослых». Однако в 2006 году издатель Джо Кесада заявил, что эта политика больше не соблюдается[7]. Хотя поцелуи или объятия однополых персонажей были показаны, интимных и тем более сексуальных сцен с гомосексуальными героями не было даже в комиксах Marvel со знаком «для взрослых»[8]. Использование дискриминации мутантов, с которой они сталкиваются в комиксах о Людях Икс рассматривалось как метафора для реальной дискриминации, направленной на группы различных меньшинств, включая представителей ЛГБТ[9].
Борьба мутантов за свои права во многом отражает аналогичную борьбу сексуальных меньшинств. Критики сравнивали попытки некоторых мутантов скрыть свои суперспособности от общества и то, что многие гомосексуалы скрывают свою ориентацию от окружающих[3]. Другие ссылки на гомофобию — это попытки «вылечить» мутантов и заключение их в лагеря. Ещё одна аллюзия содержится в фильме «Люди Икс 2», где после того как мутант Бобби Дрейк «открылся» своим родителям, его мать спрашивает сына, не пытался ли он «не быть мутантом», ссылаясь на мнение, что ориентация не врождённое свойство человека, а его осознанный выбор. Несколько персонажей «Людей Икс» имели гомосексуальную или бисексуальную ориентацию — Человек-лёд, Дакен, Китти Прайд, Псайлок, Анол, Судьба, Фантомекс, Эльф, Карма[англ.], Мистика, Северная звезда[англ.], Греймалкин[англ.], Риктор[англ.], Шаттерстар[англ.] и Колосс (в Ultimate-версии). В среде мутантов эти персонажи не встретили никакого осуждения, вероятно, это связано с тем, что мутанты, сами отвергнутые обществом более толерантны к «не таким как все». Одна из ссылок на транссексуалов — это попытки Архангела привязывать свои крылья к спине и прятать их под одеждой[10]. 
Также в 1990-х во время распространения ВИЧа, в комиксах, как отражение реальности[11], появилась длительная сюжетная линия о Вирусе Наследия, который, как поначалу думали, поражает только мутантов, что аналогично ранним заблуждениям о ВИЧ. Интересно, что как указано в комиксах, сами мутанты не могут заболеть СПИДом из-за генетических особенностей.
- Антисемитизм: Магнето, оставшись в живых после нацистской политики Холокоста, воспринимает положение мутантов как аналогичное положению евреев в нацистской Германии. Трудовые лагеря мутантов на острове Дженоша, где мутантам выжигали номера на лбах, имеют много общего с нацистскими концентрационными лагерями, как и лагеря в истории «Дни минувшего будущего[англ.]». В комиксах Магнето обычно стремится создать отдельное государство мутантов, что аналогично созданию Израиля для евреев.
- «Красный страх»: Предложение сенатора Роберта Келли «Акта регистрации мутантов» достаточно похоже на усилия Конгресса Соединенных Штатов, пытавшегося запретить коммунизм в США. В первом фильме «Люди Икс» сенатор Келли восклицает: «Мы должны выяснить, кто такие эти мутанты и что они могут делать», при этом размахивая списком известных мутантов (который по своему назначению похож на список членов Коммунистической Партии США сенатора Джозефа Маккарти)[12].
- Субкультура: в нескольких случаях мутанты стремятся создать субкультуру типичного мутантского общества. Сначала группа мутантов под названием Морлоки, хоть и являясь такими же, как студенты школы Ксавьера, предпочли скрываться от общества в туннелях Нью-Йорка. Туннели Морлоков служили ареной для нескольких историй Людей Икс, в частности «Резни Мутантов». Этой группе мутантов нужно дальше изолироваться, потому что общество не примет её. В историях Гранта Моррисона начала 2000-х мутанты изображались как отдельная субкультура с «мутантскими группами» и популярным дизайнером моды мутантов, создавшим одежду, приспособленную к физиологии мутантов. Серия District X происходит в области Нью-Йорка под названием «Город Мутантов». Всё это может служить аналогией тому, как группы меньшинств устанавливают свои особенные субкультуры и районы, отличающие их от общей культуры. Мутант часто держит своё состояние в тайне от мира, что отражает чувство отчуждённости и страха, обычно проявляющееся в каждом в юности.

## Люди Икс вне комиксов

### Мультфильмы
- Люди Икс впервые предстали перед зрителем в телешоу 1960-х «Супергерои Марвел». Их состав совпадал и с первоначальным составом из комиксов: Архангел, Зверь, Циклоп, Человек-лёд и Джин Грей. Их история, по сути, была похожа на сюжетную линию Фантастической Четвёрки, поскольку с тех пор, как «Grantray-Lawrence Animation[англ.]» больше не обладала правами на Фантастическую Четверку, она просто заменила её на Людей Икс. Интересно то, что Люди Икс тогда не назывались Людьми Икс, вместо этого они называли себя Союзниками Мира. Однако персонажи сохранили свой оригинальный вид и личные имена из комиксов.
- Нередко Люди Икс появлялись в «Человек-паук и его удивительные друзья». Впервые они появились в эпизоде «Происхождение Человека-льда». В мультсериале появился Профессор-Икс и пять первых Людей Икс: Человек-лед, Циклоп, Джин Грей, Архангел и Зверь. Следующее появление Людей Икс в «Человеке-Пауке и его удивительных друзьях» произошло в эпизоде «Рождение Огненной Звезды», где Люди Икс предстали уже в другом составе: Профессор Икс, Циклоп, Архангел, Росомаха и Шторм. В следующем сезоне выходит новый эпизод «Приключения Людей Икс», где оказываются Профессор Икс, Циклоп, Шторм, Ночной Змей, Колосс, Призрачная Кошка и Буревестник.
- В 1989-м «Marvel Productions[англ.]» выпустила пилотный эпизод Людей Икс под названием «Pryde of the X-Men». Мультсериал так и не вышел, но эпизод был позже выпущен на видео. В мультфильме Профессор Икс руководит командой, состоящей из Колосса, Циклопа, Ослепительной, Ночного Змея, Шторм и Росомахи, а также к ним присоединяется Китти Прайд. В 1991-м году по мотивам мультфильма была выпущена аркадная игра на шестерых игроков, а также версия на четверых.
- В 1992-м году «Fox» выпустила мультсериал «Люди Икс» с командой из Зверя, Циклопа, Гамбита, Джин Грей, Джубили, Профессора Икс, Шельмы, Шторм и Росомахи, также в нём появлялись в качестве «приглашённых звёзд» и другие известные герои. После эпизода из двух частей «Ночь Стражей» сериал продлился пять сезонов и имел чрезвычайный успех, став одним из самых популярных мультсериалов за всю историю телевидения и расширив популярность Людей Икс. Он закончился в 1997-м и был показан во многих странах мира, в том числе неоднократно и в России.
- В 2000-м «The WB Network» выпустила мультсериал «Люди Икс: Эволюция», где все основные герои являются подростками и посещают обычную высшую школу в дополнение к Институту Ксавьера. Он закончился в 2003-м после четвёртого сезона.
- В 2008-м начался показ сериала «Росомаха и Люди Икс». В нём Профессор Икс оказывается в коме, и руководство командой принимает на себя Росомаха.
- В 2011-м начался показ 12-серийного аниме-сериала «Люди Икс» режиссёра Кидзаки Фуминори.
- Люди Икс упоминаются Марией Хилл во 2 серии 2 сезона сериала «Мстители. Величайшие герои Земли» 2010—2012 годов. В 11 серии 2 сезона изображения Циклопа, Зверя и Росомахи, а также Алой ведьмы и Магнето, можно заметить на доске у Ника Фьюри.
- Некоторые из Людей Икс (Циклоп, Росомаха, Зверь, Профессор Икс) появляются в аниме-сериале 2014 года выпуска «Мстители: Дисковые войны».

### Фильмы

#### 20th Century Fox

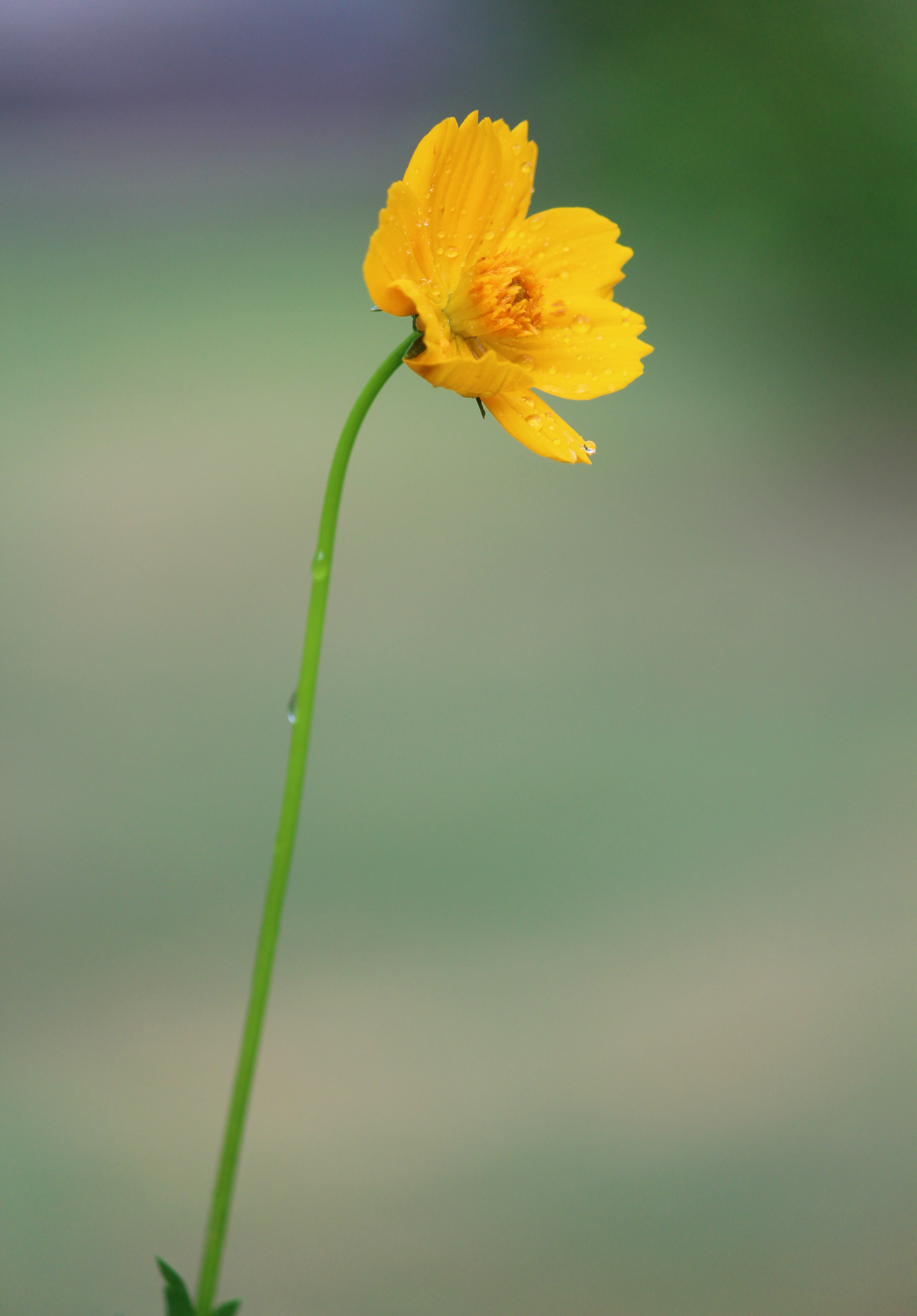
Команда Людей-Икс в фильме «Люди Икс: Последняя битва».

Команда Людей-Икс в фильме «Люди Икс: Первый Класс» (без Зверя).

Первые попытки создания фильма о Людях-Икс начались ещё в конце 1980-х наряду с такими фильмами, как «Человек-паук» и «Халк». Джеймс Кэмерон, режиссёр фильмов «Чужие» и «Терминатор», как считается, был наиболее вероятным кандидатом в режиссёры этого фильма, но это так и не осуществилось.
- В 1996 году компания «Fox» создала телефильм «Поколение Икс», основанный на истории Людей-Икс.
- В 2000 году компания «20th Century Fox» выпускает фильм «Люди Икс». Режиссёром фильма стал Брайан Сингер. Перенос комикса на экран стоил 75 миллионов долларов. Фильм наряду с «Блэйдом» и «Человеком-пауком» собрал хорошие отзывы как зрителей, так и кинокритиков, создатели надеялись, что это послужит возрождению темы супергероев на экране.[источник не указан 3654 дня]
- В 2003 году был выпущен фильм «Люди Икс 2», режиссёром фильма также стал Брайан Сингер. Второй фильм имел ещё больший успех, чем первый.[источник не указан 3654 дня]
- В 2006 году вышел третий фильм «Люди Икс: Последняя битва». Режиссёром фильма стал Бретт Ратнер. Сингер не стал режиссёром третьей части, поскольку был занят над фильмом «Возвращение Супермена». Фильм собрал 120 миллионов долларов уже за первый уикенд и установил рекорд сборов в первый день премьеры (45 миллионов долларов).
- В 2009 году вышел четвёртый фильм — «Люди Икс: Начало. Росомаха», спин-офф, повествующий о жизни одного из главных персонажей предыдущих фильмов — Росомахи от самого рождения до потери памяти. В эпизодах фильма появились юный Скот и Чарльз Ксавьер, ещё не прикованный к инвалидному креслу. Фильм подробно рассказывает о том, как Росомаха получил свой адамантиевый скелет и конфликте между Росомахой и Саблезубым. Однако некоторые подробности фильма немного не стыкуются с первой и второй частью трилогии.
- В 2011 году вышел пятый фильм — «Люди Икс: Первый класс», являющийся приквелом, который рассказывает о приключениях команды, когда она только собиралась. Молодых Профессора Икс и Магнето сыграли Джеймс Макэвой и Майкл Фассбендер, а Эмму Фрост играет Дженьюэри Джонс. В роли Мистик появилась Дженнифер Лоуренс. Фильм рассказывает о том, как подружились Профессор Икс и Магнето, о процессе основания школы Ксавьера для детей-мутантов и об образовании Людей Икс.
- В 2013 году вышел шестой фильм — «Росомаха: Бессмертный». Фильм является продолжением фильма «Люди Икс: Последняя битва»[13].
- В 2014 году вышел седьмой фильм — «Люди Икс: Дни минувшего будущего». Мистик уничтожила злодея, который оказался важным сенатором. Это привело к тому, что в будущем все генетически продвинутые люди подвержены гонениям со стороны властей и вынуждены скрываться от специальных отрядов Стражей. Чтобы изменить историю, разум Росомахи отправляют в прошлое. Там он вселяется в своё молодое тело и старается исправить ошибку мутантов, приведшую к таким ужасным для них последствиям. После того как герои справились с заданием, Люди Икс стали основываться раньше положенного срока и обновились до неузнаваемости, как и история Росомахи.
- В 2016 году вышел фильм «Дэдпул», где Люди Икс упоминаются несколько раз, но из команды появляются только Колосс и Сверхзвуковая боеголовка.
- В 2016 году вышел восьмой фильм — «Люди Икс: Апокалипсис». События предыдущего фильма оказали колоссальное влияние на мир, где мутанты и обычные люди борются за своё место под солнцем. Людям Икс предстоит столкнуться со своим самым опасным противником — древним мутантом Апокалипсисом, существом, схватка с которым может стать последней не только для мутантов, но и для всего человечества.
- В 2017 году вышел фильм «Логан». В недалеком будущем уставший от жизни Логан заботится о больном профессоре Икс, который прячется неподалёку от мексиканской границы. Логана находит медсестра Габриэла, бывшая работница корпорации Transigen. Она просит Росомаху сопроводить 11-летнюю мутантку Лору в Северную Дакоту в место под названием Эден, где, по её словам, скрываются мутанты. Лора, она же проект Икс-23, его дочь, так как была выращена из его генетического материала и обладает такими же адамантиевыми когтями.
- В 2018 году в фильме «Дэдпул 2» так же упоминаются Люди Икс, из которых появляются Колосс, Сверхзвуковая боеголовка и её подруга Юкио. На какое-то время членом-стажёром Людей Икс становится сам Дэдпул. Так же в фильме было камео персонажей из фильма «Люди Икс: Апокалипсис»: Профессора Икс, Зверя, Циклопа, Ртути, Шторм и Ночного Змея.
- В 2019 году вышел фильм «Люди Икс: Тёмный Феникс». События фильма происходят в 90-х годах. Во время миссии по спасению космонавтов, Люди Икс встречаются с некой вспышкой, силу которой поглощает Джин Грей. Фильм является завершающим для основной серии фильмов о команде мутантов, которые долгое время выходили из-под крыла кинокомпании «20th Century Fox».

#### Кинематографическая вселенная Marvel
14 декабря 2017 года Disney объявила о своих планах по покупке компании 21st Century Fox, включая франшизу о Людях Икс и права на персонажей. Генеральный директор Disney Боб Айгер позже подтвердил, что Люди Икс будут интегрированы в киновселенную Marvel наряду с Фантастической четвёркой и Дэдпулом. 20 июля 2019 года на San Diego Comic-Con глава Marvel Studios Кевин Файги анонсировал, что в разработке студии на будущие фазы находится фильм о мутантах.

### Телесериалы
- В 2017 году вышли сериалы «Легион» и «Одарённые».

## Пародии
- Одна из серий мультсериала «Приключения Джимми Нейтрона, мальчика-гения» называется «Люди-N».
- Многие Люди Икс были спародированы в американских комедиях «Очень эпическое кино» и «Супергеройское кино».